# Dichrostachys bernieriana
Dichrostachys bernieriana är en ärtväxtart som beskrevs av Henri Ernest Baillon. Dichrostachys bernieriana ingår i släktet Dichrostachys och familjen ärtväxter. Inga underarter finns listade i Catalogue of Life.